# Unionismo (Belgio)

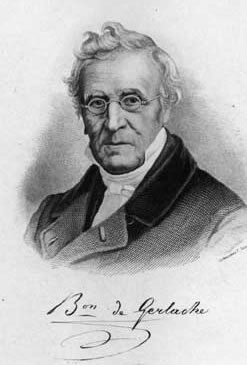
L’ultramontano belga Étienne de Gerlache

L’unionismo o unione delle opposizioni fu un movimento politico belga che, prima e dopo la rivoluzione belga del 1830, sosteneva l'unione di cattolici e liberali contro il governo del Regno Unito dei Paesi Bassi di Guglielmo I.

## I partiti politici dopo Napoleone

### Il partito liberale diviso fra radicali e conservatori
I liberali erano, inizialmente, favorevoli alla politica laica di Guglielmo I, sovrano di un Regno costituzionale o, per meglio dire, retto in base ad una ottriata (dal francese octroyée: concessa dal sovrano), sul modello della Carta francese concessa dal restaurato Luigi XVIII di Francia nel 1814. Un regime, tuttavia, profondamente conservatore, che scontentava viepiù i liberali di sinistra. Questi si trovavano ad attribuire maggiore importanza alla limitatezza delle libertà politiche, piuttosto che alla laicità dello Stato, col che le loro posizioni anticlericali passarono in secondo piano. Essi presero a definirsi, da allora, liberali radicali, per opposizione ai liberali volterriani, sostenitori del regime conservatore e laico offerto da Guglielmo I e, dunque, classificabili come orangisti.

### Il partito cattolico
Il quadro politico dei Paesi Bassi meridionali, d'altra parte, presentava una caratteristica assai peculiare, rispetto alla parallela situazione della Francia della restaurazione: lì i cattolici erano al governo, in quanto allineati al governo conservatore del re cattolico Carlo X. Qui, al contrario, regnava un sovrano protestante, ancorché tollerante, ma le cui politiche non promettevano nulla di buono per la conservazione della nazione cattolica dei Paesi Bassi, con un passato sotto il dominio di spagnoli ed austriaci. Gli esponenti cattolici di quelle provincie, inoltre, erano ormai pronti a non sostenere posizioni oltranziste in materia di libertà di stampa e libertà di culto, delle quali, anzi, nel quadro del protestante Regno di Guglielmo I, erano i principali beneficiari. Tale dialettica confessionale si esprimeva inoltre in termini territoriali abbastanza precisi, che dividevano il Regno Unito lungo una linea di separazione marcatamente est-ovest, più o meno nei pressi dell'antica frontiera. Quindi i cattolici delle provincie meridionali rappresentavano il terreno di coltura ideale per il nazionalismo proto-belga.
Tali erano le condizioni fondamentali che resero possibile la Unione fra liberali radicali e cattolici, che, non a caso, viene ricordato anche come Unione delle opposizioni.

## L'unione dei partiti
Il primo, serio, tentativo, venne avviato nel 1825, da Étienne de Gerlache, notevole esponente del partito cattolico ultramontano, deputato di Liegi agli Stati generali del Regno Unito dei Paesi Bassi (e futuro primo capo di governo del Regno del Belgio). Fallito questo, il movimento ebbe nuovo impulso nel 1827, sempre a Liegi, ove il giornale cattolico Corriere della Mosa (le Courier de la Meuse) ed il liberale Almanacco di Liegi (Almanach de Liège o Mathieu Laensbergh) cominciarono a ravvicinare le rispettive posizioni. L'Unione fu definitivamente conclusa l'8 novembre 1828, allorché il liberale Il Corriere dei Paesi Bassi (le Courier des Pays-Bas), edito a Bruxelles si allineò su questa politica, con un allora famoso articolo a firma di Louis De Potter.

## I governi unionisti del Belgio
All'indomani della Rivoluzione belga del 1830-1831, la politica unionista non venne affatto abbandonata. Anzi, nel contesto della precaria condizione internazionale ed interna di quei primi anni, la concordia nazionale si impose come condizione necessaria al mantenimento dell'indipendenza. I primi governi belgi sono, dunque, tutti classificabili come unionisti (unionistes). Man mano che si allontanavano gli anni della rivoluzione e della guerra olandese, i due partiti cattolico e liberale presero a separare le proprie linee politiche, portando ad una più matura alternanza di governi cattolici e liberali.

## Alcuni esponenti dell'Unionismo
- Joseph Lebeau
- Pierre de Decker
- Louis De Potter
- Étienne de Sauvage
- Félix de Muelenaere
- Étienne de Gerlache
- Barthélémy de Theux de Meylandt
- Jean-Baptiste Nothomb